# Girolamo Cortinovis
Girolamo Pietro Cortinovis (o Cortenovis; XVIII secolo – XVIII secolo) è stato un matematico italiano.

## Biografia
Nobile d'origine friulana o bergamasca. Conosciuto per avere scritto un manuale di aritmetica in cui tratta anche pesi e misure, cambi e monete. La pratica generale dell'aritmetica ebbe almeno quattro edizioni prima del 1800 e nel 1760 lo si poteva acquistare dall'editore Bassaglia in "calle dei Stagneri" per 2 lire.

## Opere

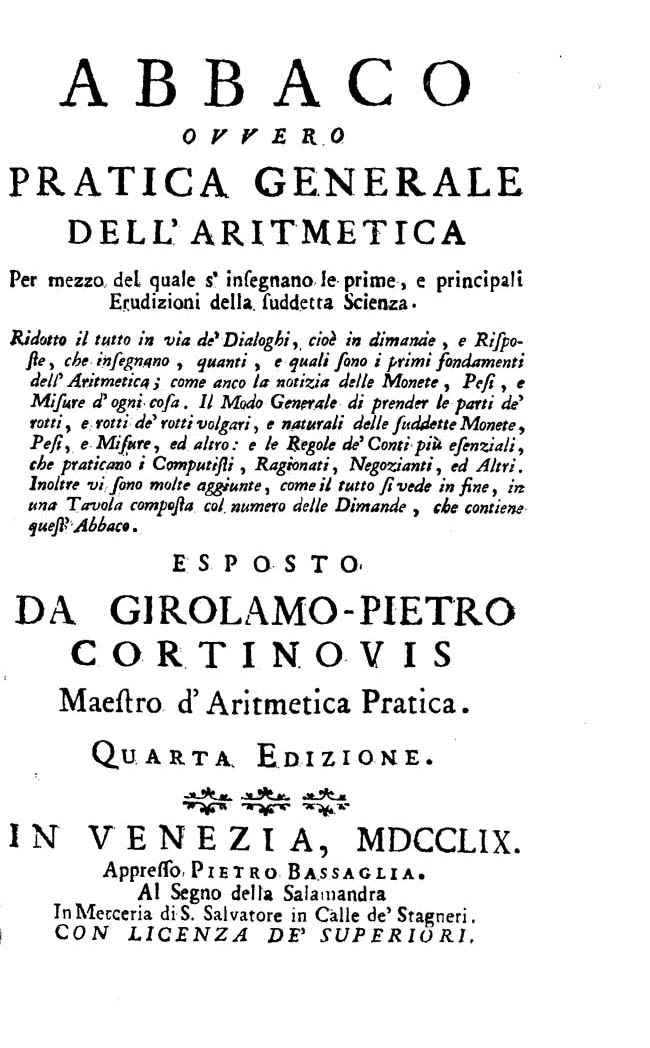
Abbaco, 1759

- Abbaco, ovvero Pratica generale dell'aritmetica, 4ª ed., Venezia, Pietro Bassaglia, 1759.